# Lvivske, Karlivka
Lvivske (în ucraineană Львівське) este un sat în comuna Lanna din raionul Karlivka, regiunea Poltava, Ucraina.

## Demografie
Componența lingvistică a localității Lvivske
     Ucraineană (99,6%)
     Alte limbi (0,4%)
Conform recensământului din 2001, majoritatea populației localității Lvivske era vorbitoare de ucraineană (99,6%), existând în minoritate și vorbitori de alte limbi.